# Surplus killing

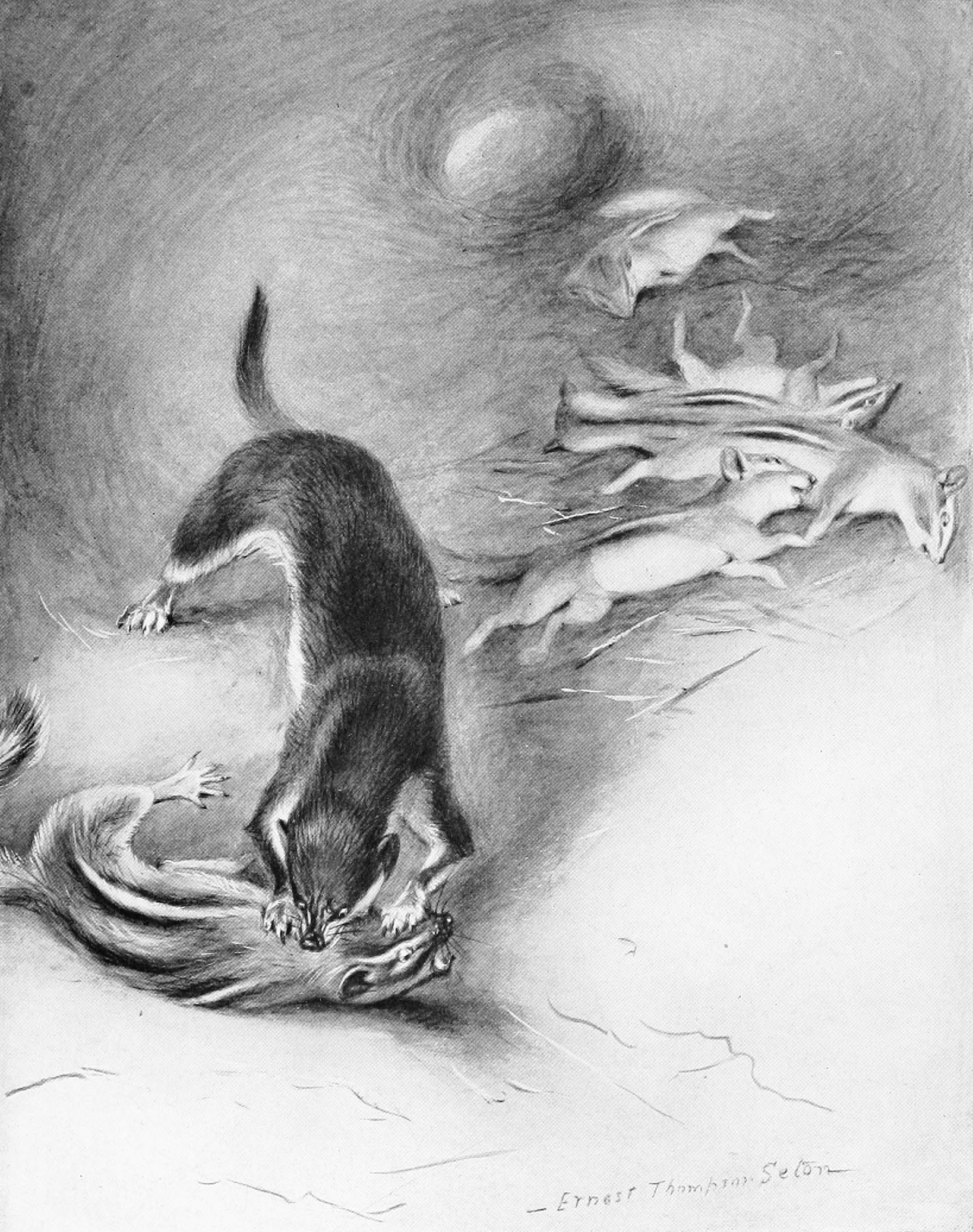
Um arminho matando tâmias.

Surplus killing é um termo em inglês que designa o comportamento exibido por muitos predadores de matar mais presas daquelas que ele pode imediatamente comer, abandonando o cadáver. Por exemplo, no Canadá foi observado 34 recém-nascidos de renas que foram mortos e mutilados por lobos, alguns comidos pela metade, outros completamente intactos. Na Austrália, durante dias uma única raposa matou 11 wallabies e 74 pinguins, não comendo quase nenhum. Cerca de 19 hienas mataram 92 gazelas e feriram gravemente 27, comendo apenas 16%.
Tal comportamento pode depletar a oferta de comida total, desperdiçar energia e propicia risco maior do predador ser ferido. No entanto, estudos revelam que carnívoros podem mata o maior número de animais possível a fim de disponibilizar comida para a prole, ganhar experiência de caça e poder se alimentar da carcaça em outros momentos em que pode não haver caça por perto.